# Yitzhak Katznelson
Yitzhak Katznelson (in ebraico יצחק כצנלסון‎?; Gerusalemme, 1934) è un matematico israeliano.
Ha conseguito un dottorato di ricerca all'Università di Parigi nel 1956. Ha insegnato matematica all'Università di Stanford.
È l'autore di un'introduzione all'analisi armonica, che vinse il Premio Steele per l'Esposizione Matematica nel 2002.
Nel 2012 diventa membro dell'American Mathematical Society.